# نيك بارات
نيك بارات (بالإنجليزية: Nick Barratt)‏ هو نَسَّاب ومقدم تلفزيوني وصحفي بريطاني، ولد في 16 مايو 1970.

## وصلات خارجية
- نيك بارات على موقع IMDb (الإنجليزية)